# Desdemona (namn)

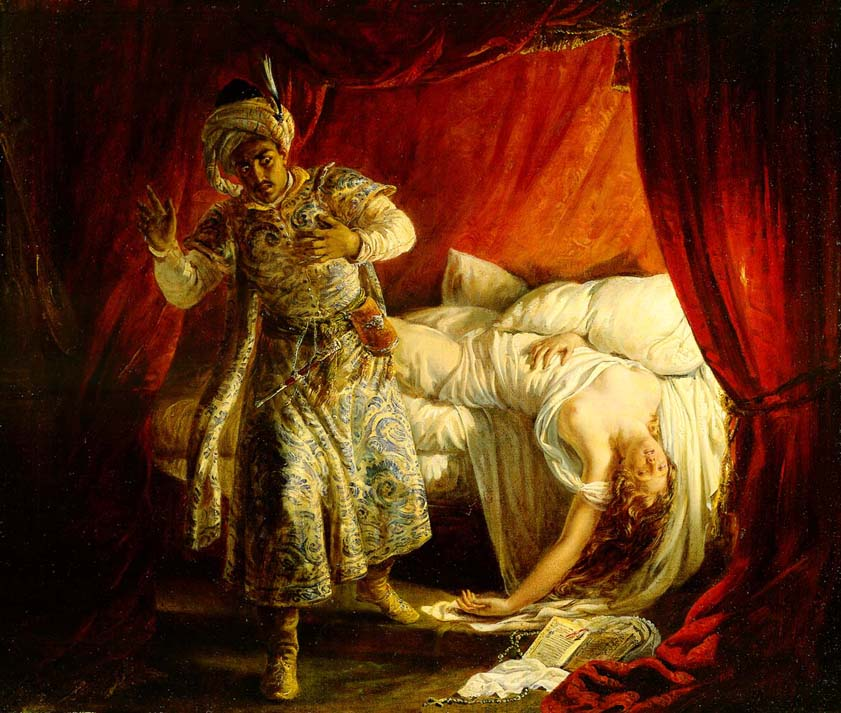
Othello och Desdemona.

Desdemona är ett grekiskt kvinnonamn som är bildat av ordet dysdaimon som betyder 'olycklig'.
Den 31 december 2014 fanns det totalt 16 kvinnor folkbokförda i Sverige med namnet Desdemona, varav 2 bar det som tilltalsnamn.
Namnsdag: saknas

## Personer med namnet Desdemona
- Desdemona Schlichting, tysk skådespelare

## Fiktiva personer med namnet Desdemona
- Desdemona (rollfigur), rollfigur i William Shakespeares pjäs Othello